# Christian Bartolf
Christian Bartolf (* 2. Januar 1960 in Lübeck) ist ein deutscher Erziehungs- und Politikwissenschaftler. Seit November 1993 ist er 1. Vorsitzender des gemeinnützigen Vereins „Gandhi-Informations-Zentrum e.V.“ mit Sitz in Berlin.

## Leben
Seit 1987 recherchiert und dokumentiert Bartolf zu Fragen der Gewaltlosigkeit, des Pazifismus und der Kriegsdienstverweigerung. Seine Arbeiten wurden unter anderem von Surendra Bhana,  Margaret Chatterjee, Eric Itzkin, Gideon Shimoni, Thomas Weber und anderen Gelehrten von Gandhi und seinen Zeitzeugen zitiert.
Bartolf veröffentlichte mehrere Werke über Gandhi und Tolstoi, darunter ein Buch über die soziale Philosophie Leo Tolstois und mehrere Bücher über Mahatma Gandhi im Briefwechsel mit berühmten Zeitgenossen.
Im Jahr 1986 hat er Artikel und historische Dokumente für eine zweibändige Publikation über die Geschichte des US-Pazifismus für das John-F.-Kennedy-Institut für Nordamerikastudien der Freien Universität Berlin zusammengestellt. Er war ein professioneller Berater für Kriegsdienstverweigerer und Leiter einer friedenspädagogischen Medienstelle für den Evangelischen Kirchenkreis in Berlin-Spandau und für die Evangelische Kirche zwischen 1991 und 2006. Er schuf für den gemeinnützigen Verein „Gandhi-Informations-Zentrum e.V.“ einundzwanzig Ausstellungen zu Gewaltfreiheit und Pazifismus, gemeinsam mit dem  Berliner Anti-Kriegs-Museum, von 2008 bis 2020.
2007 beteiligte sich Bartolf auf Einladung der Regierung von Indien an der Satyagraha-Konferenz. Die Ergebnisse dieser Konferenz führten am 15. Juni 2007 zu der UN-Resolution für den „International Day of Non-Violence“, der jährlich am 2. Oktober, dem Geburtstag von Mahatma Gandhi, begangen wird.
2021 veröffentlichte Christian Bartolf am Fachbereich Erziehungswissenschaft und Psychologie der Freien Universität Berlin seine 2020 verfasste Dissertation mit dem Titel
„Das Opfer und der Sündenbock: Gedanken zur Ethik der Gewaltfreiheit. Eine kulturanthropologische Untersuchung zweier Opfertheorien (unter besonderer Berücksichtigung des Zusammenhangs von Opfermythos und Sündenbockmechanismus)“.
Seit Mai 2021 trägt er den akademischen Grad Doktor der Philosophie (Dr. phil.).

## Werke

### Bücher
- My life is my message: das Leben und Wirken von M.K. Gandhi. Weber, Zucht & Co., Kassel-Bettenhausen 1988; ISBN 3-88713-033-2
- Emanzipation vom bewussten Paria - Gandhis praktischer Idealismus als gewaltfreier Widerstand. Berlin 1993; Gandhi-Informations-Zentrum, ISBN 3-930093-00-6
- Gandhis Pädagogik - Unabhängigkeit vermittels Ausbildung durch Handwerk. Berlin 1993; Gandhi-Informations-Zentrum, ISBN 3-930093-01-4
- Tolstoi - Gandhi (Vom Dialog Tolstoi - Gandhi über die Lehre vom Nicht-Widerstehen). Berlin 1993; Gandhi-Informations-Zentrum, ISBN 3-930093-02-2
- Bonhoeffer - ein deutscher Gandhi? (co-author: Dominique Blondeau). Berlin 1994; Gandhi-Informations-Zentrum, ISBN 3-930093-06-5
- Die erste Stufe. Tolstoi, Gandhi und die Ethik der vegetarischen Ernährung. Berlin 1996; Gandhi-Informations-Zentrum, ISBN 3-930093-08-1
- Mein Gewissen sagt nein - Ausgewählte Begründungen von Kriegsdienstverweigerern. Wichern-Verlag, Berlin 1996; ISBN 3-88981-090-X
- Hermann Kallenbach - Mahatma Gandhi's Freund in Südafrika (zusammen mit: Isa Sarid). Berlin 1997; Gandhi-Informations-Zentrum, ISBN 3-930093-10-3)
- Brief an einen Hindu - Taraknath Das, Leo Tolstoi und Mahatma Gandhi. Berlin 1997; Gandhi-Informations-Zentrum, ISBN 3-930093-09-X
- Wir wollen die Gewalt nicht. Die Buber-Gandhi-Kontroverse. Berlin 1998; Gandhi-Informations-Zentrum, ISBN 3-930093-11-1
- Der Atem meines Lebens: der Dialog von Mahatma Gandhi (Indien) und Bart de Ligt (Holland) über Krieg und Frieden. Berlin 2000; Gandhi-Informations-Zentrum, ISBN 3-930093-14-6
- Ursprung der Lehre vom Nicht-Widerstehen. Über Sozialethik und Vergeltungskritik bei Leo Tolstoi. Berlin 2006; Gandhi-Informations-Zentrum, ISBN 3-930093-18-9

## Auszeichnungen
- 2010: Auszeichnung mit dem "Shanti Doot" (Ambassador of the Peace Award) anlässlich des "International Seminar on Education and Peace" des "World Peace Movement Trust" in Mumbai (Indien)